# Albert Jakob Arnoldi

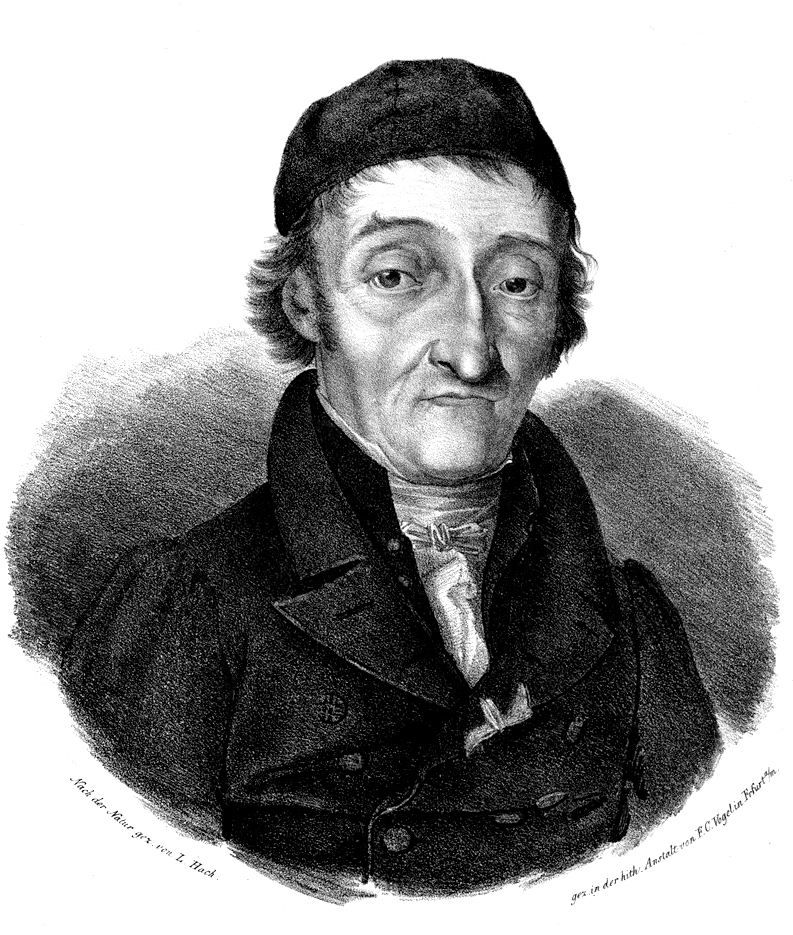
Albert Jakob Arnoldi

Albert Jakob Arnoldi (auch Albert Jakob Arnoldi; * 1. Oktober 1750 in Herborn; † 4. September 1835 in Marburg) war ein deutscher reformierter Theologe und Orientalist.

## Biografie
Arnoldi wurde am 1. Oktober 1750 in Herborn als Sohn des Theologen und Hochschullehrers Valentin Arnoldi geboren. Über seinen Großvater, den niederländischen Orientalisten Albert Schultens, wurde das Interesse an den Sprach- und Kulturräumen des vorderen Orients geweckt. Er begann sein Studium 1769 in Groningen, ab 1772 studierte er mehrere Jahre bei seinem Onkel Jan Jacob Schultens in Leiden. Als er 1778 eine Professur der Philologia sacra und der Kirchengeschichte am Gymnasium Illustre im hessischen Hanau angeboten bekam, verließ er Holland und nahm diese Stelle an. 1789 wurde er an die Theologische Fakultät der Philipps-Universität nach Marburg versetzt und blieb bis zu seinem Tod deren Dekan. 1795 und 1804 war er Prorektor der Universität.

## Leistungen
Seine Leistungen lagen hauptsächlich nicht in seinen vergleichsweise wenigen Veröffentlichungen als vielmehr in seinen pädagogischen Fertigkeiten, wie ihm seine Schüler, wie Friedrich Rehm, Hermann Hupfeld, Johann Wilhelm Bickell (1799–1848) oder August Vilmar, bescheinigten.

## Werke
- Anmerkungen über Stellen der Sprüche Salomos. Frankfurt 1781
- Chrinici Abulpharagani e scriptoribus graecis illustrati specimen. Marburg 1805